# الوحدة 1644
الوحدة 1644، منشأة يابانية مهتمة بالحرب البيولوجية تحت رعاية منظمات الوقاية من الوباء وقسم تنقية المياه. تم تأسيسها في عام 1939 في نانجينغ التي تحتلها اليابان كوحدة تابعة للوحدة 731. وكان لها 12 فرعًا ويعمل بها حوالي 1500 رجل.
خلال الحرب الصينية اليابانية الثانية، شاركت الوحدة في إنتاج بكتيريا قاتلة على نطاق واسع لاستخدامها كأسلحة ضد القوات الصينية والسكان المدنيين وشاركت بشكل مباشر في استخدام الأسلحة البكترية ضد القوات الصينية والسكان المحليين خلال العمليات العسكرية للقوات اليابانية. وفقا لرئيسها، شونجي ساتو.
يقول الباحث المجهول، الذي قال أنه مرتبط بالوحدة 1644، إنه ينفذ عمليات تشريح بشرية باستمرار وكذلك يصيب البشر بالكوليرا والتيفوس والطاعون الدبلي. لم يتوصل الباحث وعائلته بعد إلى اتفاق حول معرفة اسمه. شهد رئيس الوحدة ساتو أن الوحدة 1644 لم تجر تجارب على البشر.

## قدرات
قال ساتو رئيس وحدة 1644 إنه كان يبتكر أسلحة بكتريولوجية وينتجها على نطاق واسع. لذلك تم تزويد مفرزة نانكينج لمعدات عالية السعة وخبراء بكتريولوجي، وأنتجت بكتيريا قاتلة على كتلة تحت إشرافي... تقوم شعبة التدريب كل عام بتدريب حوالي 300 من علماء البكتريا بهدف توظيفهم في الحرب البكتريولوجية.
كما قال أيضا، إن كل إنتاج مادة البكتريا لا يتعدي 10 كيلو جرامات لكل دورة إنتاج. كما أنتجت المنشأة أيضا البراغيث لغرض انتشار عدوي الطاعون. بالإضافة إلى أن معدات الوحدة بلغت السعة الإنتاجية لجهاز نانكينج لإنتاج البكتريا الفتاكة ما يصل إلى 10 كيلو جرامات لكل دورة إنتاج.
ليتم إنتاج هذا الكمية من البكتريا كان يجب أن يكون لدي الوحدة المعدات التالية: المزارعين إيشي، حوالي 200 غرفة حاضنة أولا أبعاد 5×5×3، ثانيا أوتوكلاف أسطواني، بقطر 1.5 متر وطول 2.5 متر؛ حاضنات، حوالي 40-50 معقمات البخار، 40-50 غلايات كوخ، حوالي 40-50، لوسائط الطهي، كان للمفرزة معابد كبيرة... "

## أعضاء الوحدة
يعتبر شيرو إيشي أول رئيس للوحدة، ثم العقيد أوتا. في فبراير 1943، تم تعيين ساتو رئيسًا للوحدة. شغل منصب رئيس حتى فبراير من عام 1944. شهد ساتو في محاكمات خاباروفسك لجرائم الحرب أن الوحدة 1644 «تمتلك معدات عالية السعة لتربية الجراثيم في الحرب البكتريولوجية».
وكان اللفتنانت كولونيل أوناديرا رئيس القسم العام. في حين كان كابتن موراتا مسؤولاً عن تربية البراغيث.

## الحرب البيولوجية
في أواخر أغسطس 1942، شاركت الوحدة في هجوم بيولوجي ضد المواطنين والجنود الصينيين في مقاطعة يوشان، وجينهوا، وفوكينغ. كما شهد كاواشيما كيوشي، إنه تم استخدام سلاح بكتريولوجي على الأرض، يؤدي إلي تلوث الأرض التي يتم العمل بها عن طريق التخريب... دخلت القوات الصينية المتقدمة المنطقة الملوثة وتعرضت لسلاح البكتريولوجي". وأدلى الكوليرا والثقافات الطاعون المستخدمة خلال الهجوم في الوحدة. شهد ساتو على أنه قيل له إن "الطاعون والكوليرا وجراثيم نظيرة التجلط كانت تستخدم ضد الصينيين بالرش. وتم نشر جراثيم الطاعون من خلال البراغيث والجراثيم الأخرى في شكل نقي- عن طريق تلويث الخزانات والآبار والأنهار، إلخ" وكانت البراغيث والطاعون أيضا من الوحدة.

## وصلات خارجية
- فهرس منتدى تاريخ المحور؛ الحرب العالمية الثانية في المحيط الهادئ وآسيا؛ معركة تشانغده- ترتيب المعركة والخريطة، صور من النصب التذكاري للحرب.